# Chalkar

Chalkar (kazakh : Шалқар) est une ville de l'Oblys d'Aktioubé au Kazakhstan, 

## Présentation
Chalkar est le chef-lieu du district de Chalkar.

## Démographie
L'évolution démographique a été la suivante:
| Année     | 1959    | 1970    | 1979    | 1989    | 1991    | 1999    | 2004    | 2005    |
| Habitants | 17236   | ↗ 19377 | ↗ 22150 | ↗ 28899 | ↗ 29100 | ↘ 26329 | ↘ 25672 | ↘25421  |
| Année     | 2006    | 2007    | 2008    | 2009    | 2010    | 2011    | 2012    | 2013    |
| Habitants | ↘ 25317 | ↗ 25410 | ↗ 25498 | ↗ 26574 | ↗ 26782 | ↗ 26850 | ↗ 27007 | ↗ 27399 |

## Transports
Chalkar a une gare sur la ligne Transaral qui relie Orenbourg à Tachkent. 
Chalkar est reliée à Yrgyz par la route ce qui lui donne accès à l'autoroute M38 reliant Aktioubé à Chimkent.

## Galerie

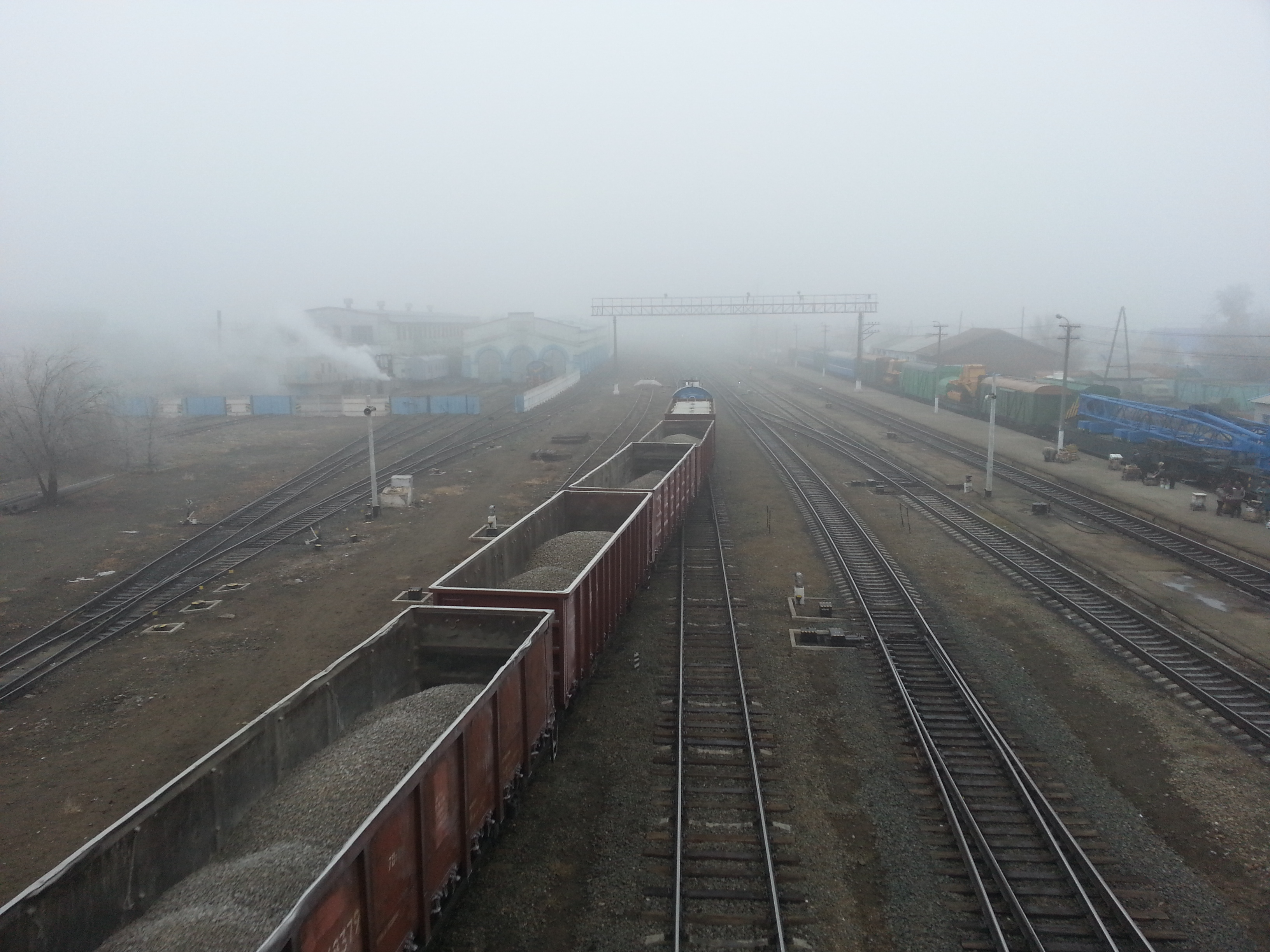
Le dépôt ferroviaire.
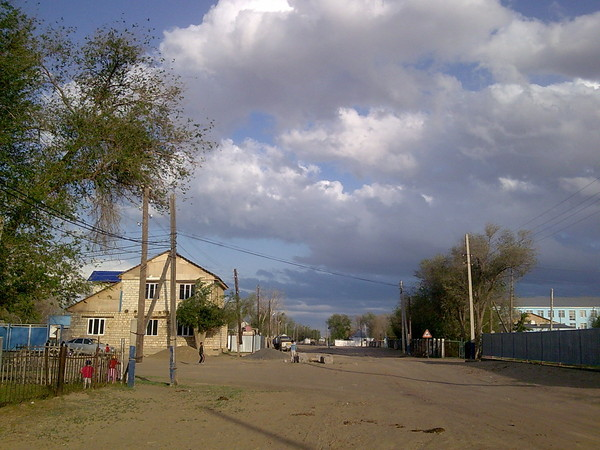
Une rue périphérique.
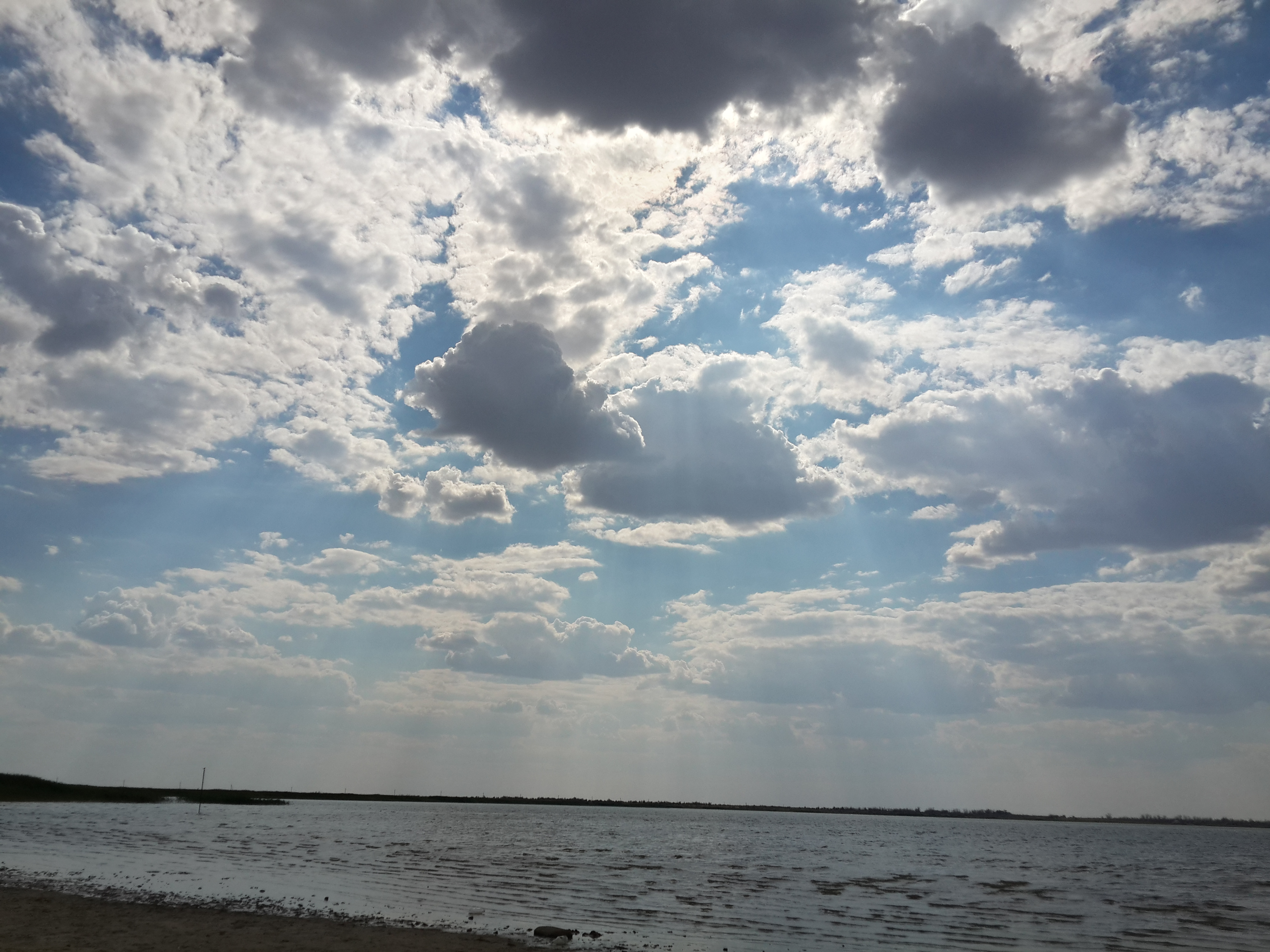
Lac Chalkar.
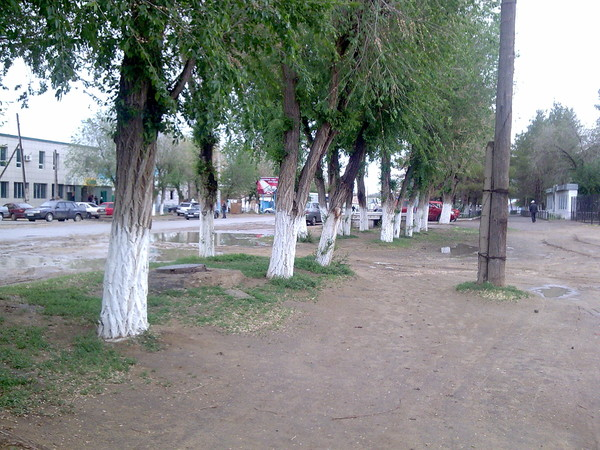
Une rue du centre.